# 家なき娘
『家なき娘』（いえなきこ、いえなきむすめ、仏: En famille＝家族と共に） は、フランスの作家エクトール・アンリ・マロ作の小説。『家なき子』と並ぶマロの代表作である。『家なき少女』という書名での日本語訳も多数ある。英題には Nobody's Girl のほか Adventure of Perrine がある。

## 概要
マロ自身が1878年に発表した『家なき子』の姉妹版として1893年に発表されたマロの50番目の作品である。子どもが自らの出自を求めるストーリーを通し、産業革命後の社会の急激な変化の中で、当時の多くの作家が強い関心を持っていた工場労働の劣悪さと、児童労働の問題を訴えた。主人公の孤児ペリーヌの名は、マロの孫娘の名から名付けられた。マロは発表翌年の1894年、本作が評価されてアカデミー・フランセーズのモンティヨン賞文学賞を受賞した。
米国ではギル・メイニエー（Gil Meynier）が"The story of Perrine"の英題で翻訳。のち"The adventures of Perrine"に改題されたほか、多数の翻訳作が出版された。日本においては1918年（大正7年）、五来素川が翻訳し、『雛燕』の題名で発表した。さらに数々の翻訳・翻案作品が発表されたほか、芝居や映画も製作された。また朝日放送制作のラジオドラマや、日本アニメーション制作の連続テレビアニメーション『ペリーヌ物語』の原作となった。

### あらすじ

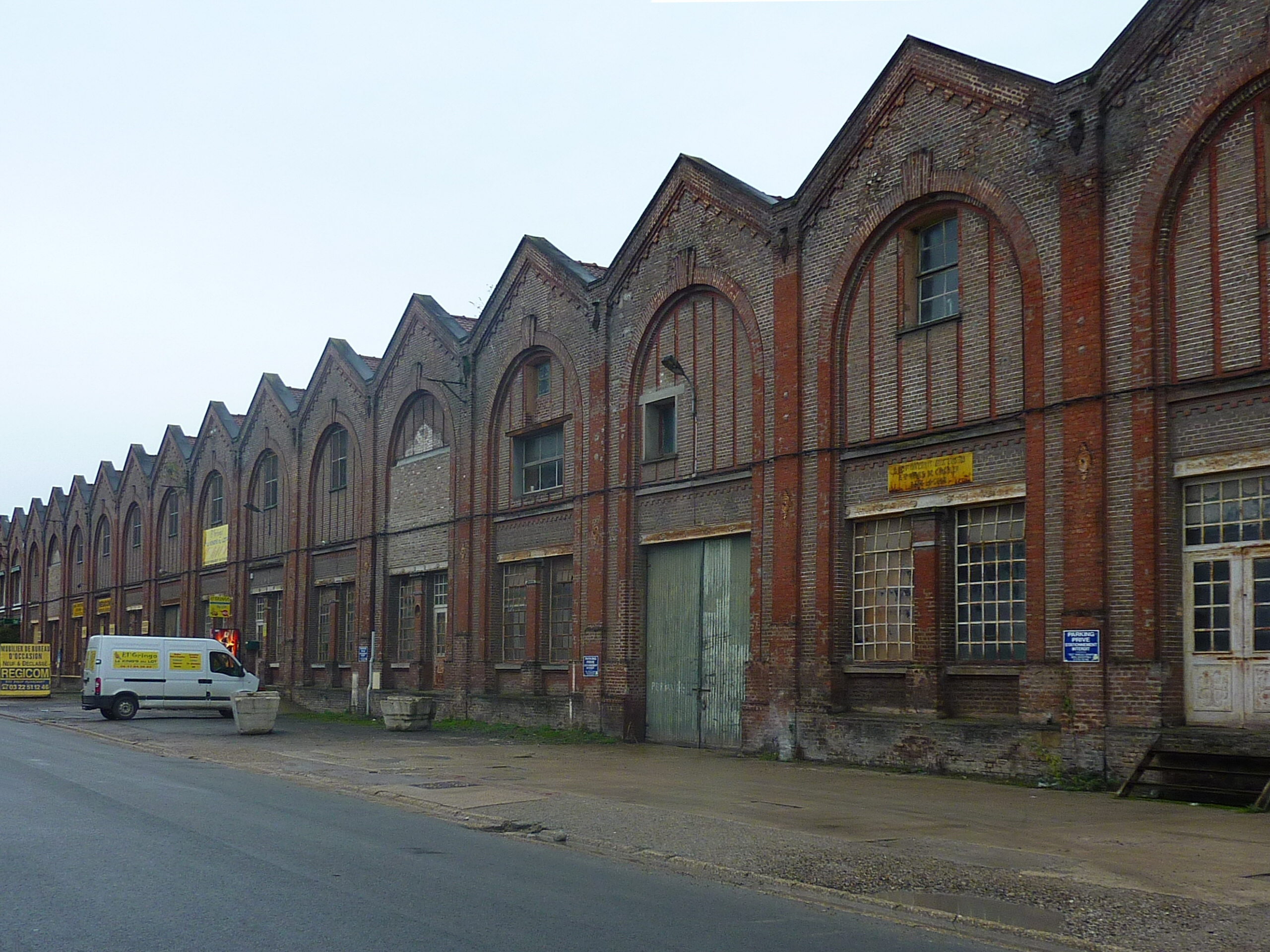
「マロークールのパンダヴォワーヌ工場」のモデルとなったソンム県フリクスクールのサンフレール社旧フリクスクール工場（2012年）

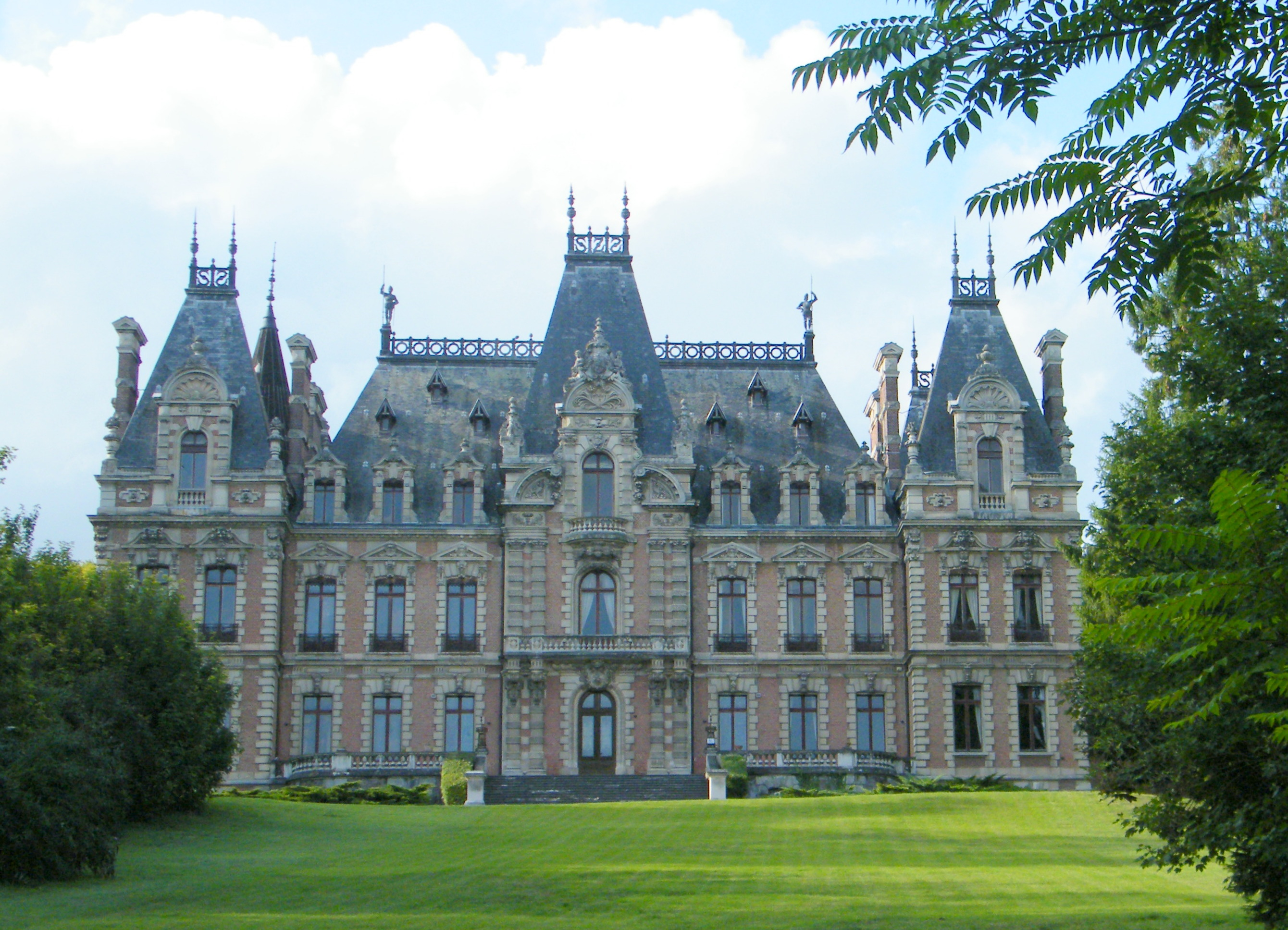

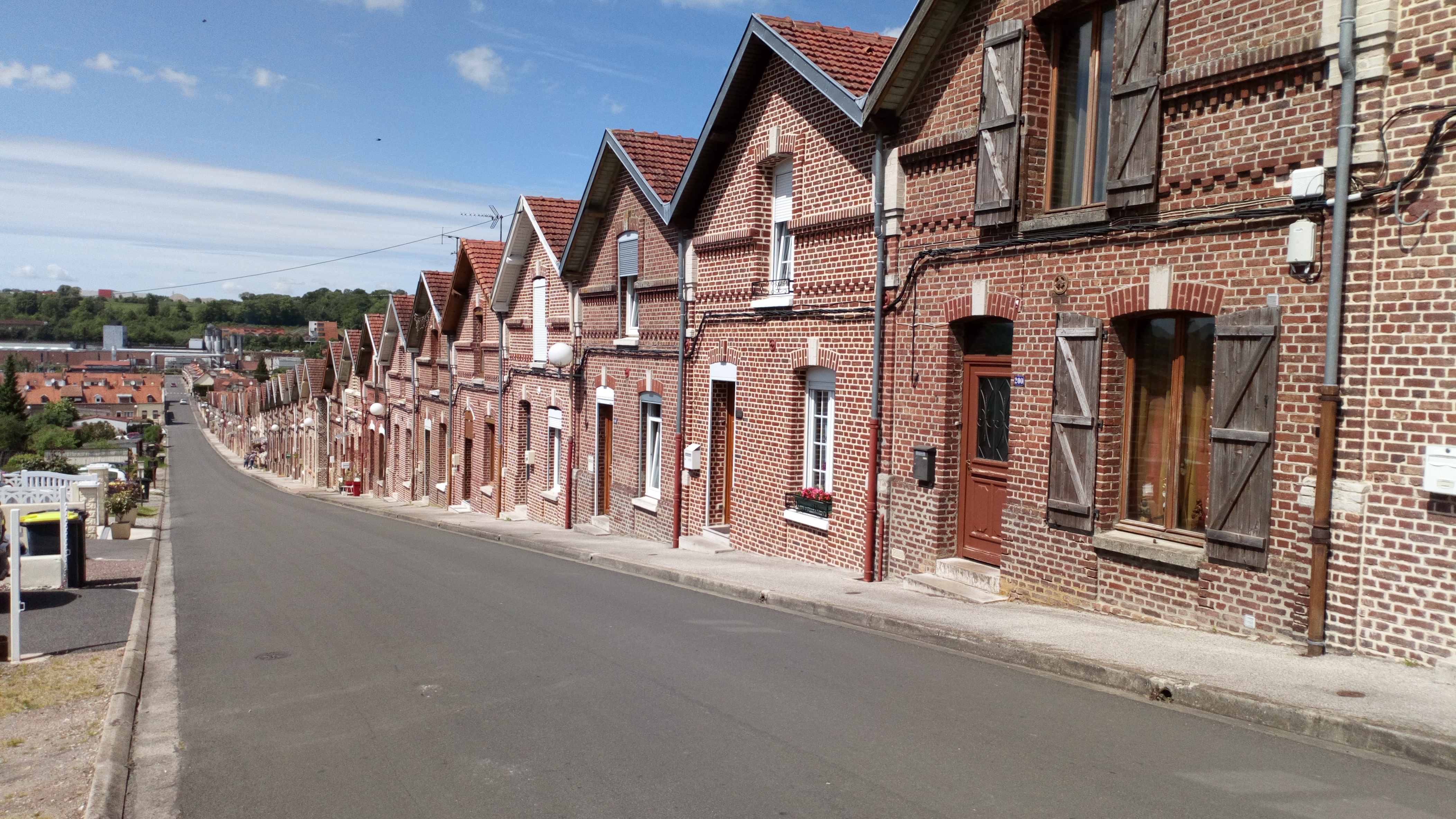
サンフレール社がフリクスクールに整備した工場労働者用社宅街の一つ（ベケット街）。通り（イヴ=ポワレ通り）の突き当たりが旧工場跡地である

19世紀末、インドからフランスを目指して馬車で長旅を続けていた年のころ11歳か12歳に見える娘ペリーヌと母マリの親子がパリに到着した。旅の途中で亡くなったペリーヌの父エドモンはフランス北部のマロークールでジュート織物の大工場を営む祖父、ヴュルフラン・パンダヴォワーヌの一人息子であったが、インドでインド人のマリ・ドレサニと結婚したことでヴュルフランから勘当されていた。2人の子のペリーヌは淡い色の髪と褐色がかった肌を持ち、黒い瞳を持つ子どもだった。
病気のマリは、パリ到着後さらに症状が悪化した。ペリーヌが身の回りのものすべてを売って治療費を工面する事態となったことを懸念したマリは、一刻も早くペリーヌをマロークールに送り届けるべく鉄道でパリを出発しようとしたが、その日の朝、ペリーヌを遺して亡くなった。死の直前、マリはペリーヌにマロークールに行くよう指示するとともに、「あなたが人を愛すれば人はあなたを愛さずにはいられなくなります。そうすればあなたの不幸は終わります」と言い遺した。
孤児となったペリーヌは、マリの言葉を守ってパリを出発し、徒歩でヴュルフランのいるマロークールにたどり着いた。しかし裕福なヴュルフランは偏屈かつ頑固な人物で、息子エドモンの帰還を待ちわびながらも、マリの懸念通り、エドモンと結婚したマリを憎んでいたことから、名乗り出て拒絶されることを恐れたペリーヌは、「オーレリイ」の偽名を名乗り、下宿屋の孫娘で女工のロザリーの紹介で、7000人が働く大工場のトロッコ押しとして働き始めた。
ペリーヌが工場から受け取る給料はわずかだったが、ロザリーが機械で手の指を折る大けがを負った事故を契機に、劣悪な下宿屋の屋根裏部屋から出て池のほとりの狩猟小屋に一人移り住み、貧しいながらも生活を豊かにする工夫を続けた。彼女が母から受け継いだ強い意思と自立の精神、そして他者に対する思いやりの心によって、ヴュルフランはオーレリイの存在を知ることになり、ペリーヌは母から学んだ英語を生かし会社で通訳と翻訳の仕事を行うようになった。ヴュルフランは白内障のため目が見えず、オーレリイが孫娘であることに気付かないまま、その働きと境遇に打たれて彼女を自身の個人秘書とし、学校教育を受けていない彼女のために家庭教師もつけた。
そのころヴュルフランは、エドモンの消息について調査を行っており、エドモンに代わって工場と1億フラン以上の財産の相続人となるつもりのヴュルフランの親戚たちや工場長タルエルは情報を欲し、手紙や電報の英語を翻訳するオーレリイことペリーヌの持つ情報を狙い続けていた。しかしすでにエドモンが死んでいるとの報告がもたらされ、ヴュルフランは我が子を失った大きな衝撃から生きる気力を失った。エドモンの葬儀に工場の労働者たちは無関心だったが、子守の女の家が焼けて女工の子どもたちが犠牲になった事件とペリーヌの訴え、そしてペリーヌも暮らした女工たちが暮らす屋根裏部屋の実態を知り、ヴュルフランは技師ファブリーに保育所の視察を命じた。
ペリーヌがマロークールに着いて13か月が経った。村にはヴュルフランの私財を投じた工員住宅や食堂などが整備され、邸宅の庭は公園として村民に開放された。ある日曜日、ヴュルフランの命でパリで調査をしたファブリーがマロークールに戻り、「オーレリイ」が孫娘ペリーヌ・パンダヴォワーヌであることをヴュルフランに証明した。ヴュルフランは家族を得た喜びとともに彼女を迎え入れ、ヴュルフランの誕生日を祝おうと邸宅前の公園に集まっていた7000人の従業員に祝福された。
白内障の手術を受け、視力を取り戻したヴュルフランは、初めて見るペリーヌの顔に、亡き息子エドモンの面影をはっきり認めた。外出できるようになったヴュルフランは、ペリーヌとともに狩猟小屋や新設の保育所、マロークールと同様に労働者のための施設工事が始まった他村の工場を1日かけて見て回ったあと、丘の上から見える新しい家の屋根が並ぶ景色を眺めた。ヴュルフランはこの景色がペリーヌの作品であり、ペリーヌとこの「作品」のために力を尽くす良き夫はきっと見つかるだろうと語り、「そして、私たちは幸せに暮らすのだ…家族と共に（en famille）」と言うのだった。

### 作品舞台のモデル
ペリーヌの祖父が経営するパンダヴォワーヌ工場の所在地として登場する村、マロークール（Maraucourt）は実在しない地名で、フランス北部ソンム県のコミューン（基礎自治体）、フリクスクール（Flixecourt）をモデルにして書かれた。
ソンム県ボーヴァルに1810年に創業し、同地出身のサン3兄弟が経営したカンバス（帆布）などの梱包用布製造販売業、サンフレール合名会社（Saint Frères、1924年に株式会社転換）のシャルル・サン（Charles Saint、1826年-1902年）が1857年、ジュート（黄麻）織物工場をフリクスクールに開設した。新開発の自動織機を導入し、当時ジュート織物産業が盛んだったスコットランドから呼んだ労働者ら数十人で操業を開始した工場は、事業の急成長とともに規模を拡大した。
インドから船と鉄道で輸入される黄麻を原料とするジュート繊維は19世紀当時のヨーロッパにおける新素材で、ジュート製の麻袋はその丈夫さから、農業や各種工業における輸送用などに需要が急伸していた。サンフレール社はさらにソンム川流域を中心に工場を買収するなどし、19世紀末から20世紀初めにかけて国産麻袋の30%のシェアを誇るフランス最大のジュート製品メーカーとなった。サンフレール社は本作発表後の1896年、パリに本社を移し、梱包用や防水などの各種カンバスやカーテン、ラグ、ロープの総合メーカーとして、最盛期には国内に13工場を持った。引き続き経営管理部門が置かれたフリクスクール工場では、防水加工、製袋、仕上げ工程が行われ、本作発表後の1900年には7200人、1913年には1万4000人が働いていた。
サンフレール社は同時代のシュナイダー製鉄所やミシュラン社などの国内大企業と同様に、経営パターナリズム（経営家族主義）的カトリック社会主義に基づいた労務施策を徹底した企業としても知られる。フリクスクール市街ではサンフレール社の手で1870年から工員用宅地の造成が続けられ、上水道や教会、生活協同組合店、休暇施設などを整備。1907年には工場電化にあわせ、一般住宅への配電事業も行われた。また実業学校や薬局を開設し、1935年には保育所、1938年には産院も設置した。
サンフレール社の麻袋は北部鉄道向けなどの大口需要に加え、第一次世界大戦中にはフランス軍向けの軍需品にもなって生産量を伸ばしたが、1930年代に入ると、新型の環状織機導入などによる生産の省力化と効率化を進めたにもかかわらず業績が悪化。合成繊維による袋が普及して麻袋の需要がなくなった1950年代末にジュート事業を取りやめた。フリクスクール工場は操業終了後、用地が売却され、地元農業協同組合施設を経て一部は食品パッケージおよび工業用のフィルム製造工場などに転用されているが、サンフレール社時代のレンガ積みの工場施設の一部は現存しているほか、サンフレール社創業家が建設したナヴェット城（Château de la Navette）をはじめとする邸宅や村内に整備した労働者社宅街などが往事の威容を伝えている。
フリクスクール市街を貫くソンム川支流のニエーヴル川沿いには同じくサンフレール社の工場があった上流側のサン・トゥアン村（Saint-Ouen）にかけて池沼が点在する。マロークール最寄りの鉄道駅や病院の所在地として作中に登場するピキニー（Picquigny）はフリクスクールから南東に約6キロ離れている。ビキニ－のあるソンム川南側の対岸には1847年、アミアン・ブローニュ鉄道が開業している。1851年に北部鉄道に統合され、1937年の国有化に伴いフランス国鉄へ編入された。

## 登場人物
- ペリーヌ・パンダヴォワーヌ（Perrine）: 主人公の少女。
- マリ・パンダヴォワーヌ（Marie Paindavoine）: ペリーヌの母。インド人。旧姓ドレサニ（Doressany）。
- エドモン・パンダヴォワーヌ（Edmond Vulfran Paindavoine）: ペリーヌの父。
- ヴュルフラン・パンダヴォワーヌ（Vulfran Paindavoine）: ペリーヌの父方の祖父で三人兄妹の次男。マロークールで工場を経営する。
- テオドール・パンダヴォワーヌ（Théodore Paindavoine）:ヴュルフランの兄方の甥。
- スタニスラス・パンダヴォワーヌ（Stanislas Paindavoine）: ヴュルフランの兄でテオドールの父。
- スタニスラス・パンダヴォワーヌ夫人（Mme Stanislas Paindavoine）: スタニスラスの妻。
- カジミール・ブルトヌー（Casimir Bretoneux）: ヴュルフランの妹方の甥。
- ブルトヌー夫人（Mme Bretoneux）: ヴュルフランの妹でカジミールの母。
- ロザリー（Rosalie）: マロークール出身の少女。マロークールに向かうペリーヌと出会い意気投合する。
- ゼノビー叔母（Tante Zénobie）
- フランソワーズお祖母様（Mère Françoise）: ロザリーの祖母。
- オメール（Omer）: フランソワーズの兄。
- ファブリ氏（M. Fabry）
- ベンディット氏（M. Bendit）
- モンブルー氏（M. Mombleux）
- タルエル氏（M. Talouel）
- オヌー（Oneux）
- ライード（Laïde）
- ラ・ノワイェル（La Noyelle）
- ジャック（Jacques）
- パスカル（Pascal）
- ブノワ（Benoist）
- アヴリーヌ兄弟（MM Aveline Frères）
- ギョーム（Guillaume）
- フェリックス（Félix）
- バスティアン（Bastien）
- ラシェーズ夫人（Mme Lachaise）
- ヴィルジニー嬢（Mlle Virginie）
- ベローム嬢（Mlle Belhomme）
- ラ・ティビュルス（La Tiburce）
- ガトワイ神父（Père Gathoye）
- 手塩（Grain de Sel）
- 侯爵夫人（La Marquise）
- 鯉（La Carpe）
- 飴売り（Le marchand de sucre）
- ラ・ルクリ（La Rouquerie）
- モノー（Monneau）
- サンドリエ先生（Docteur Cendrier）
- リュション先生（Docteur Ruchon）
- フィルデス神父（Père Fildes）
- ルクレール神父（Père Leclerc）
- ラセール氏（M. Lasserre）
- マッカーネス神父（Père Mackerness）

## 日本語訳・再話
- 『家なき少女』（須藤鐘一訳、春秋社、家庭文学名著選10）1925
- 『家なき娘』（三井信衛訳、金の星社、世界少年少女文学叢書3）1925
- 『あゝ故郷』（エクトル・マロー原著、片岡鉄兵訳、文洋社） 1927
- 『家なき娘』（三井信衛訳、金の星社、少年文学名著選集6）1927
- 『家なき娘』（菊池寛編訳、文藝春秋社、小学生全集55） 1928
- 『家なき少女』（須藤鐘一訳、春秋社）1936
- 『家なき娘 -アンファミーユ』上・下（津田穣訳、岩波文庫） 1941
- 『家なき娘』（北条誠編訳、田中良画、ポプラ社、世界名作物語8） 1950
- 『家なき少女』（吉屋信子著、あかね書房、世界絵文庫11） 1951
- 『家なき娘』（水島あやめ著、大日本雄弁会講談社、世界名作全集16） 1951
- 『家なき娘』（徳永寿美子編訳、三十書房、新児童文庫27） 1952
- 『家なき娘』（堀寿子編訳、黎明社、世界名作物語6） 1952
- 『家なき娘』（西條八十編訳、谷俊彦画、偕成社） 1953
- 『家なき少女』（志村明子編訳、芝原よしえ画、日本書房、世界童話文庫68） 1953
- 『家なき娘』（壷井栄編訳、松井行正画、鶴書房、世界童話名作全集20） 1953
- 『家なき少女』（伊吹朝男編訳、芝美千世画、日本書房、学級文庫3・4年生）  1954
- 『家なき少女物語』（大平陽介編訳、日向房子画、講談社、名作物語文庫26） 1955
- 『家なき少女』（徳永寿美子編訳、佐藤ひろ子画、偕成社、児童名作全集41） 1956
- 『家なき少女』（城夏子編訳、沢井一三郎画、ポプラ社、たのしい名作童話47） 1957
- 『家なき少女』（徳永寿美子訳、偕成社、世界少女名作シリーズ4） 1958
- 『家なき娘』（堀寿子訳、渡辺郁子画、黎明社、世界名作全集） 1958
- 『家なき少女』（伊吹朝男編訳、芝美千世画、日本書房、学年別世界児童文学全集3・4年） 1960
- 『家なき少女』（徳永寿美子編訳、偕成社、児童名作全集41） 1960年
- 『家なき娘』（壷井栄編訳、松井行正画、鶴書房、世界童話名作全集11） 1961
- 『家なき娘』（西条八十訳、石田武雄画、講談社、少年少女世界名作全集35） 1962
- 『家なき少女』（大野芳枝訳、吉川きよし画、集英社、母と子の名作文学31） 1963
- 『家なき少女』（平井芳夫訳、戸次義人画、岩崎書店、世界少女名作全集4） 1963
- 「家なき娘」（津田穣訳、おのちゅうこう文、小学館、少年少女世界の名作文学22 フランス編4）1964

共に「ボードレール詩」「昆虫記」「ルコック探偵」を収録
- 『家なき少女』（伊吹朝男編訳、芝美千世画、日本書房、学級文庫の三、四年文庫） 1967
- 『家なき少女』（城夏子編訳、長谷川露二画、ポプラ社、たのしい名作童話12） 1972
- 『家なき少女』（徳永寿美子編訳、偕成社、少女名作シリーズ4） 1972
- 『家なき少女』（大平陽介編訳、日本ブック・クラブ、こども名作全集4） 1972年
- 『家なき少女』（大平陽介編訳、安井淡画、鶴書房、少年少女世界名作全集8）
- 『家なき少女』（大野芳枝編訳、集英社、母と子の名作文学31） 1973年
- 『家なき少女』（平井芳夫訳、戸次義人画、岩崎書店、世界少女名作全集4） 1973
- 『家なき少女』（唐沢道隆編訳、芝美千世画、日本書房、幼年世界名作文庫） 1974
- 『家なき少女』（桂木寛子訳、谷俊彦画、集英社、マーガレット文庫、世界の名作18） 1975
- 『家なき少女』（伊吹朝男編訳、芝美千世画、日本書房、小学文庫） 1977
- 『家なき少女』（徳永寿美子編訳、偕成社、新編少女世界名作選19） 1990
- 『家なき少女』上・下（二宮フサ訳、偕成社、偕成社文庫） 2002